# Eesti Uisuliit
De Eesti Uisuliit (EUL) is de koepelorganisatie in Estland voor de beoefening van het schaatsen. De EUL organiseert het schaatsen in Estland en vertegenwoordigt het Estse schaatsen op internationale sportevenementen.
De bond is sinds 1928 lid van de Internationale Schaatsunie. Anno 2016 telde de bond 1.138 leden, verspreid over 32 verenigingen. 

## Ledenaantallen

### Totaal
Hieronder de ontwikkeling van het totale ledenaantal:
| Jaar | Ledenaantallen | Ledenaantallen | Ledenaantallen | Ledenaantallen | Ledenaantallen | Ledenaantallen | Ledenaantallen |
| Jaar | Jongens        | Meisjes        | Totaal jeugd   | Mannen         | Vrouwen        | Totaal volwas. | Totaal         |
| ---- | -------------- | -------------- | -------------- | -------------- | -------------- | -------------- | -------------- |
| 2016 | 106            | 822            | 928            | 44             | 165            | 209            | 1.137          |
| 2015 | 93             | 790            | 883            | 66             | 153            | 219            | 1.102          |
| 2014 | 179            | 883            | 1.062          | 93             | 185            | 278            | 1.340          |
| 2013 | 144            | 771            | 915            | 79             | 225            | 304            | 1.219          |
| 2012 | 128            | 735            | 863            | 98             | 223            | 321            | 1.184          |
| 2011 | 132            | 666            | 798            | 203            | 185            | 388            | 1.186          |
| 2010 | 178            | 971            | 1.149          | 42             | 169            | 211            | 1.360          |

### Kunstschaatsen
Hieronder de ontwikkeling van het ledenaantal van het kunstschaatsen:
| Jaar | Ledenaantallen | Ledenaantallen | Ledenaantallen | Ledenaantallen | Ledenaantallen | Ledenaantallen | Ledenaantallen |
| Jaar | Jongens        | Meisjes        | Totaal jeugd   | Mannen         | Vrouwen        | Totaal volwas. | Totaal         |
| ---- | -------------- | -------------- | -------------- | -------------- | -------------- | -------------- | -------------- |
| 2016 | 70             | 804            | 874            | 26             | 153            | 179            | 1.053          |
| 2015 | 72             | 777            | 849            | 52             | 143            | 195            | 1.044          |
| 2014 | 158            | 866            | 1.024          | 77             | 174            | 251            | 1.275          |
| 2013 | 124            | 749            | 873            | 61             | 213            | 274            | 1.147          |
| 2012 | 112            | 707            | 819            | 79             | 213            | 292            | 1.111          |
| 2011 | 117            | 645            | 762            | 193            | 179            | 372            | 1.134          |
| 2010 | 144            | 947            | 1.091          | 33             | 157            | 190            | 1.281          |

### Langebaanschaatsen
Hieronder de ontwikkeling van het ledenaantal van het langebaanschaatsen:
| Jaar | Ledenaantallen | Ledenaantallen | Ledenaantallen | Ledenaantallen | Ledenaantallen | Ledenaantallen | Ledenaantallen |
| Jaar | Jongens        | Meisjes        | Totaal jeugd   | Mannen         | Vrouwen        | Totaal volwas. | Totaal         |
| ---- | -------------- | -------------- | -------------- | -------------- | -------------- | -------------- | -------------- |
| 2016 | 36             | 18             | 54             | 18             | 12             | 30             | 84             |
| 2015 | 21             | 13             | 34             | 14             | 10             | 24             | 58             |
| 2014 | 21             | 17             | 38             | 16             | 11             | 27             | 65             |
| 2013 | 20             | 22             | 42             | 18             | 12             | 30             | 72             |
| 2012 | 16             | 28             | 44             | 19             | 10             | 29             | 73             |
| 2011 | 15             | 21             | 36             | 10             | 6              | 16             | 52             |
| 2010 | 26             | 17             | 43             | 8              | 10             | 18             | 61             |

### Shorttrack
Hieronder de ontwikkeling van het ledenaantal van het shorttrack:
| Jaar | Ledenaantallen | Ledenaantallen | Ledenaantallen | Ledenaantallen | Ledenaantallen | Ledenaantallen | Ledenaantallen |
| Jaar | Jongens        | Meisjes        | Totaal jeugd   | Mannen         | Vrouwen        | Totaal volwas. | Totaal         |
| ---- | -------------- | -------------- | -------------- | -------------- | -------------- | -------------- | -------------- |
| 2016 | 4              | 0              | 4              | 2              | 0              | 2              | 6              |
| 2015 | -              | -              | -              | -              | -              | -              | -              |
| 2014 | -              | -              | -              | -              | -              | -              | -              |
| 2013 | -              | -              | -              | -              | -              | -              | -              |
| 2012 | 0              | 0              | 0              | 1              | 0              | 1              | 1              |
| 2011 | -              | -              | -              | -              | -              | -              | -              |
| 2010 | 8              | 7              | 15             | 1              | 2              | 3              | 18             |